# 펌프 액션

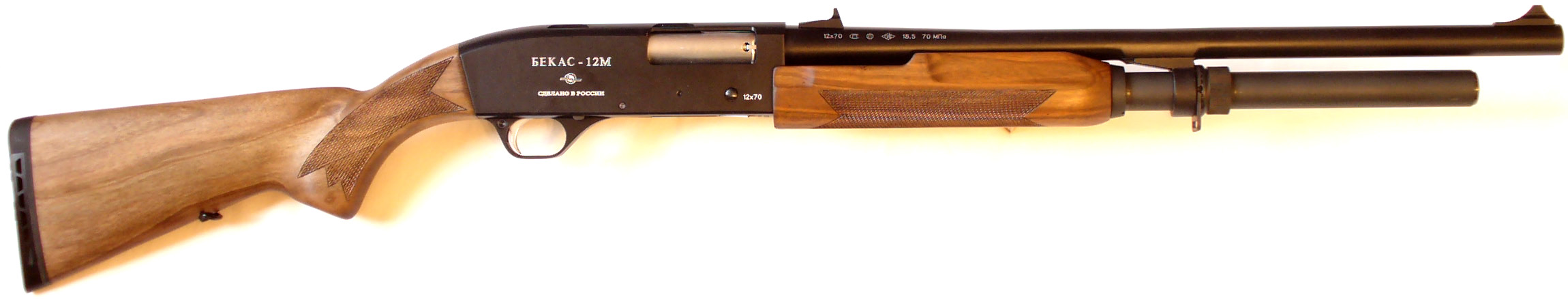

펌프 액션(pump-action, slide-action)은 산탄총에 많이 쓰이는 방식이다. 레버액션과 비슷하지만 약간의 차이가 있다. 외부에 달린 총신덮개를 뒤로 당겨 탄피를 빼내고 다시 앞으로 밀어 탄환을 장전하여 발사하고 다시 장전하는 방식이다. 휴대용 공기총도 대부분 펌프 액션의 방식을 쓴다.

## 같이 보기
- 볼트액션
- 레버액션
- 브레이크액션